# Canwest Place

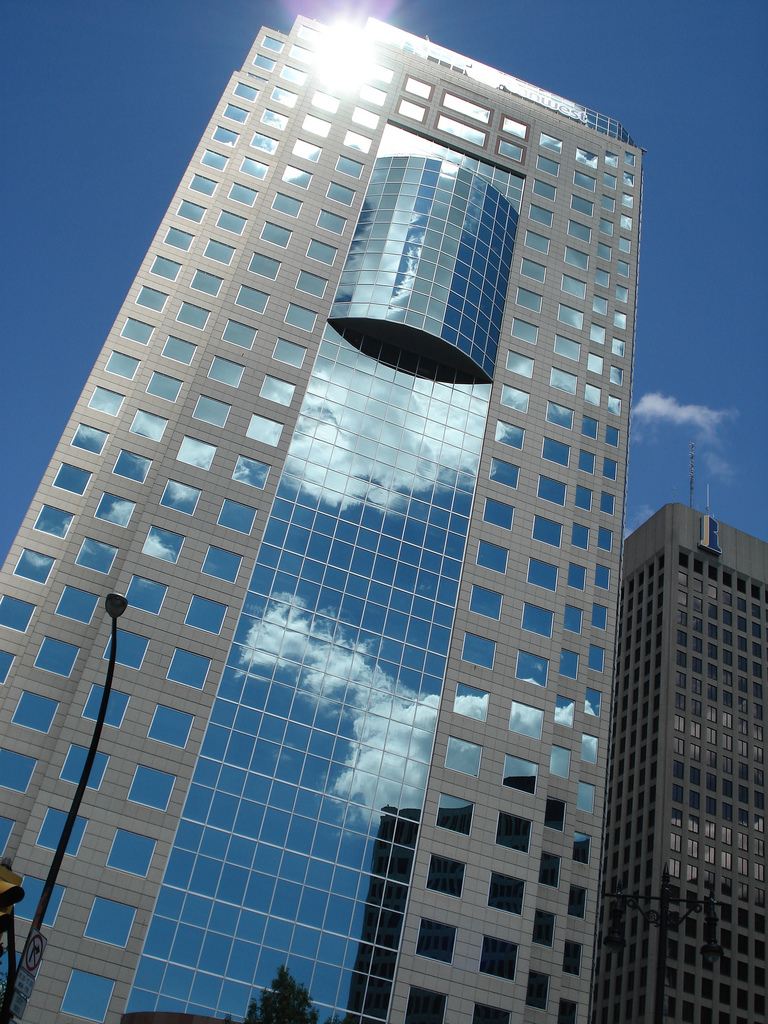
Le côté sud du 201 Portage, avec le Richardson Building (quatre mètres moins haut) dans l'arrière plan

Le 201 Portage (anciennement connus sous les noms de TD Centre, Canwest Place et CanWest Global Place) est une tour de bureaux à l'intersection de Portage et Main (en) à Winnipeg, Manitoba (Canada).